# Вайшнавизъм
Вайшнавизмът или също като Вишнавизъм е един от основните традиционни клонове на индуизма, който се характерен с почитане на Бог Вишну (и свързаните с него Аватари) като Върховен Бог и закрилник на света.
Философията на вайшнавизма е монотеистична.
Доктрината на вайшнавизма, известна като Бхакти Йога, се основава на Ведите и другите пуранични произведения, такива, като Бхагавад гита, Иша Упанишад, Вишну Пурана и Бхагавата Пурана.
Последователите на Вайшнавизма се наричат Вайшнави, производна от Вишну на Санскрит.
Според някои статистики, вайшнавите са около 70% от всички последователи на Индуизма.
Гаудия вайшнава клонът на традицията на вайшнавизма е популярен по света, основно посредством дейността на Международното общество за Кришна-съзнание.

## Четирите школи на Вайшнавизма
Традицията на вайшнавизма приема четири вайшнава школи за основни.
Четирите вайшнава сампрадаи са:
- Шри Сампрадая – основател Рамануджа Ачаря;
- Брахма Сампрадая – основател Мадхва Ачаря;
- Рудра Сампрадая – основател Вишнусвами;
- Кумара Сампрадая – основател Нимбарка Ачаря.